# Наречје
Наречје (ијек. нарјечје), или наддијалект (наддијалекат) или супрадијалект (супрадијалекат; од латинског префикса supra- — супра- — „над” и грчког појма  — дијалектос — „дијалект (дијалекат)”), је дијалектолошки појам којим се означава језичка варијететска подгрупа у оквиру одређеног језика. Подела неког језика на наречја проистиче из локалних језичких посебности, које постоје на различитим подручјима у оквиру граница тог језика. Наречја се даље деле на дијалекте, а ови на субдијалекте. Поред основног дијалектолошког груписања по припадности матичном језику, поједина наречја могу истовремено припадати међусобно сродним језицима. Један од најпознатијих примера за такву језичку ситуацију постоји у оквиру српскохрватског дијасистемског склопа, који је заснован на заједничком штокавском наречју. Штокавско наречје представља основу коју данас заједнички деле четири званична језика, међу које се поред српског и хрватског језика убрајају и бошњачки и црногорски језик.
У ширем смислу, српскохрватски дијасистемски склоп обухвата три наречја:
- Штокавско наречје
- Чакавско наречје
- Кајкавско наречје

У старијој литератури и публицистици, појам наречје је описно употребљаван за означавање језичких посебности и појава на различитим нивоима, од сеоских и обласних говора, до посебних типова изговора, али његова употреба је у стручној литератури током времена сведена на само једно значење, које се данас односи на специфичну дијалектолошку категорију испод нивоа језика, а изнад нивоа дијалекта.